# Dave Wolverton

Dave Wolverton 2007

Dave Wolverton (* 30. Mai 1957 in Springfield, Illinois; † 14. Januar 2022 in St. George, Utah) war ein amerikanischer Science-Fiction-Autor, der für seine Fantasy-Romane das Pseudonym David Farland verwendete.

## Leben
Wolverton begann am College damit, Kurzgeschichten zu schreiben und diese bei einigen Schreibwettbewerben einzureichen. 1987 gewann er den ersten Preis des Scientology-Wettbewerbs „Writers of the Future“ und saß ab 1991 in der Jury dieses Wettbewerbs.
Später war Dalve Wolverton auch für den Philip K. Dick Award (1989) und für den Nebula Award (1996 in der Kategorie „Beste Novellette“) nominiert.
David Wolverton war Autor der Fantasy-Serie Die Herren der Runen, die auch verfilmt werden sollte. Nachdem der erste Versuch mit Warner Bros. gescheitert war, kaufte Wasatch Films die Rechte.
Zusätzlich zu seinen Romanen schrieb Wolverton auch Kurzgeschichten und Essays.
Er lebte mit seiner Frau und fünf Kindern in St. George, Utah, wo er im Januar 2022 im Alter von 64 Jahren den schweren Kopfverletzungen nach einem Sturz am Vortag erlag.

## Werke (Auswahl)

### Einzelromane
- On My Way to Paradise, Bantam Spectra 1989, ISBN 0-553-27610-7
- A Very Strange Trip, Bridge Publications 1999, ISBN 1-57318-164-1 (basierend auf einer Geschichte von L. Ron Hubbard)
- Nightingale, East India Press 2012, ISBN 978-1-61475-787-0

### Serien

#### Serpent Catch
- 1. Serpent Catch, Bantam Spectra 1991, ISBN 0-553-28983-7
- 2. Path of the Hero, Bantam Spectra 1993, ISBN 0-553-56129-4

#### The Golden Queen
(als David Farland)
- 1. The Golden Queen, Tor 1994, ISBN 0-312-85656-3
  - Die goldene Königin, Bastei Lübbe 1996, Übersetzer Axel Merz, ISBN 3-404-23172-4
- 2. Beyond the Gate, Tor 1995, ISBN 0-312-85770-5
- 3. Lords of the Seventh Swarm, Tor 1997, ISBN 0-312-85771-3
- Teile 1 und 2 als Sammelband: Worlds of the Golden Queen, Tor 2005, ISBN 0-7653-1315-4

#### The Runelords (Die Herren der Runen)
(Unter dem Pseudonym David Farland)
- 1. The Sum of All Men, Earthlight 1998, ISBN 0-684-84028-6
  - Dunkel über Longmot, Droemer Knaur 1998, Übersetzer Caspar Holz und Andreas Helweg, ISBN 3-426-70106-5
  - Der Kreis aus Stein, Droemer Knaur 1998, Übersetzer Caspar Holz und Andreas Helweg, ISBN 3-426-70107-3
- 2. Brotherhood of the Wolf, Tor 1999, ISBN 0-312-86742-5
  - Schattenherz, Droemer Knaur 1999, Übersetzer Caspar Holz und Andreas Helweg, ISBN 3-426-70147-2
  - Die Bruderschaft der Wölfe, Droemer Knaur 1999, Übersetzer Caspar Holz und Andreas Helweg, ISBN 3-426-70148-0
- 3. Wizardborn, Tor 2001, ISBN 0-312-86741-7
  - Himmelsgleiter, Droemer Knaur 2001, Übersetzerin Regina Winter, ISBN 3-426-70213-4
  - Sturm über Indhopal, Droemer Knaur 2001, Übersetzerin Regina Winter, ISBN 3-426-70214-2
- 4. The Lair of Bones, Tor 2003, ISBN 0-7653-0176-8
- 5. Sons of the Oak, Tor 2006, ISBN 0-7653-0177-6
- 6. Worldbinder, Tor 2007, ISBN 0-7653-1665-X
- 7. The Wyrmling Horde, Tor 2008, ISBN 978-0-7653-1666-0
- 8. Chaosbound, Tor 2009, ISBN 978-0-7653-2168-8

#### Mummy Chronicles
- 1. Revenge of the Scorpion King, Bantam Skylark 2001, ISBN 0-553-48754-X
- 2. Heart of the Pharaoh, Bantam Skylark 2001, ISBN 0-553-48755-8
- 3. The Curse of the Nile, Bantam Skylark 2001, ISBN 0-553-48756-6
- 4. Flight of the Phoenix, Bantam Skylark 2001, ISBN 0-553-48757-4

#### Ravenspell
(als David Farland)
- 1. Of Mice and Magic, Covenant Communications 2005, ISBN 1-57734-918-0
- 2. The Wizard of Ooze, Covenant Communications 2007, ISBN 978-1-59811-354-9
- 3. Freaky Fly Day, David Farland Entertainment 2015, ISBN 978-1-61475-810-5

#### Star Wars
- The Courtship of Princess Leia, Bantam Books 1994, ISBN 0-553-08928-5
  - Entführung nach Dathomir, vgs 1995, Übersetzer Thomas Ziegler, ISBN 3-8025-2313-X

#### Star Wars: Jedi Apprentice
- The Rising Force, Scholastic 1999, ISBN 0-590-51922-0
  - Die geheimnisvolle Macht, Panini 2004, Übersetzer Dominik Kuhn, ISBN 3-8332-1147-4

#### Star Wars: Adventures
- The Ghostling Children, Scholastic 2000, ISBN 0-439-10142-5
- The Hunt for Anakin Skywalker, Scholastic 2000, ISBN 0-439-10143-3
- Capture Arawynne, Scholastic 2000, ISBN 0-439-10144-1
- Trouble on Tatooine, Scholastic 2000, ISBN 0-439-10145-X

### Als Herausgeber
1. L. Ron Hubbard Presents Writers of the Future Volume IX, 1993
2. L. Ron Hubbard Presents Writers of the Future Volume X, 1994
3. L. Ron Hubbard Presents Writers of the Future Volume XI, 1995
4. L. Ron Hubbard Presents Writers of the Future Volume XII, 1996
5. L. Ron Hubbard Presents Writers of the Future Volume XIV, 1997